# Angina de Ludwig
L'angina de Ludwig, també anomenada flegmó difús del sòl de la boca, és una infecció severa i mortal, sense el tractament adequat, d'origen dental, en la que el pus envaeix greument cara, coll, vies respiratòries i pulmons.

## Història
El nom va ser utilitzat per primera vegada per Camener en 1837, per designar un cas clínic similar a altres descrits per Wilhelm Friedrich von Ludwig l'any anterior. Es tracta d'una de les infeccions més greus que una persona pot adquirir, ja que produeix aturada cardiorespiratòria i, quan no és atesa degudament, sèpsia, és a dir, proliferació excessiva de bacteris a la sang. A França se la denomina flegmó de Gensoul o malaltia de Gensoul, ja que segons els francesos tenen documents datats 6 anys abans de Ludwig, on el Dr. Gensoul descriu el mateix quadre clínic.

## Etiologia
La infecció és d'origen dental en el 90% dels casos, hi ha altres factors causals com sialoadenitis de la glàndula submaxil·lar, fractures mandibulars obertes, laceracions de teixits tous orals, ferides al sòl de la boca i infeccions orals secundàries. Quan l'etiologia no és infecciosa s'ha arribat a denominar el fenomen com a pseudo-angina de Ludwig.

## Quadre clínic
Clínicament, hi ha induració, sense fluctuació ni dolor inicialment, dels teixits situats sota la llengua, que desplacen aquesta cap amunt i enrere. La mobilitat mandibular, deglució i parla es veuen dificultades. Tot això s'acompanya d'una greu afectació de l'estat general, amb temperatures normalment superiors a 40 °C. A través de la comunicació amb els espais pterigomandibular i perifaríngics, la infecció pot propagar-se a territoris veïns cervicals, i fins i tot al mediastí. La mortalitat de l'angina de Ludwig s'ha reduït d'un 54% en els anys quaranta al gairebé 0% de l'actualitat amb el tractament idoni.

## Tractament
El tractament consisteix en antibioteràpia parenteral, sent necessari el drenatge quirúrgic de l'abscés (a càrrec de l'otorrinolaringòleg o del cirurgià maxil·lofacial si l'evolució no és satisfactòria. Calen altes dosis de penicil·lina o cefalosporines en combinació amb quinolones fluorades, per via intravenosa, a més s'ha de completar un esquema triple amb 500 mgs. de metronidazole endovenós cada 12 hores. El pacient amb angina de Ludwing requereix hospitalització, lloc on serà vigilada l'evolució de la malaltia i sobretot vigilar les vies aèries superiors.